# Tipo 97 Chi-Ha
El Tipo 97 Chi-Ha (九七式中戦車; Kyunana-shiki chu-sensha, en japonés) fue un tanque medio empleado por el Ejército Imperial Japonés durante la segunda guerra sino-japonesa y la Segunda Guerra Mundial. Fue el tanque japonés más producido de la época, pero con su delgado blindaje, armamento principal relativamente ligero y motor poco potente, era menos efectivo que la mayoría de sus homólogos británicos y estadounidenses.
La combinación de su baja silueta, antena de radio semicircular sobre el techo de su asimétrica torreta, complicado frente de la carrocería y suspensión tipo "balancín" le dieron a este diseño una apariencia característica que lo distinguía de otros tanques japoneses contemporáneos. El Tipo 97 era un desarrollo del Tipo 95 Ha-Go y reflejaba el proceso de modernización de la estrategia tanquista japonesa en los años previos a la Segunda Guerra Mundial.

## Historia y desarrollo
Con el Tipo 89 I-Go volviéndose rápidamente obsoleto a finales de la década de 1930, el Ejército Imperial Japonés empezó un programa para desarrollar un sucesor de este tanque de apoyo a la infantería. La experiencia ganada durante la invasión de Manchuria, determinó que el Tipo 89 era demasiado lento para seguir a los otros vehículos de la nueva Brigada Combinada Mecanizada. Los comandantes de infantería solicitaron un diseño con una velocidad máxima de 35 km/h, armado por lo menos con un cañón de 47 mm. El Tipo 97 quería ser una versión agrandada y con una tripulación de 4 hombres del tanque ligero Tipo 95 Ha-Go, empleando una torreta con dos hombres, blindaje más grueso y un motor más potente.
Sin embargo, en aquel entonces había discrepancias entre los altos mandos del Ejército Imperial Japonés. El Cuartel General, el Arsenal de Osaka y el Ministerio de Guerra deseaban construir una gran cantidad de tanques pequeños y baratos lo más rápidamente posible. Mientras que los comandantes de infantería apoyaban la idea de tanques más pesados, con mejor armamento y blindaje. Se decidió construir dos prototipos experimentales diferentes para ser evaluados, los cuales se apartaron de la práctica corriente de entregar las mismas especificaciones a varios competidores para que cada uno construyera un prototipo. Sin embargo, las ventajas y desventajas de los dos prototipos salieron a relucir en los planos de diseño. Por lo tanto, la divergencia de opiniones que existía antes de que estos fueran diseñados continuó incluso después de haberse construido.
La fábrica de Industrias Pesadas Mitsubishi de Tokio fabricó un prototipo experimental denominado Chi-Ha y el Arsenal de Osaka fabricó el Chi-Ni. Chi deriva de Chusen-Sa (tanque medio, en japonés). Ha y Ni equivalen a las letras "C" y "D" en la nomenclatura militar japonesa, por lo que Chi-Ha sería el "Tanque medio Modelo 3" y Chi-Ni el "Tanque medio Modelo 4". Aunque en las especificaciones se mencionaba un cañón de 47 mm, ambos prototipos emplearon el mismo cañón corto de 57 mm empleado por el Tipo 89B.
El Chi-Ni del Arsenal de Osaka pesaba 9,8 toneladas, alcazaba una velocidad de 30 km/h, tenía una torreta con un solo hombre y un blindaje de 25 mm. El más costoso Chi-Ha de la Mitsubishi pesaba 13,5 toneladas, alcanzaba 35 km/h, tenía una torreta con dos hombres y un blindaje de 33 mm en el mantelete de ésta, 22 mm en la parte frontal del casco y solamente 9 mm en los lados.
La segunda guerra sino-japonesa estalló el 7 de julio de 1937. Se levantaron las limitaciones presupuestarias de tiempo de paz y el modelo Mitsubishi Chi-Ha fue aceptado como el nuevo tanque medio Tipo 97, siendo probado en la Escuela de Tanques del Ejército de Chiba en junio de 1937. Dos prototipos mejorados fueron probados en enero de 1938.
El tanque medio Tipo 97 fue fabricado por las Industrias Pesadas Mitsubishi (1224 unidades), Industrias Hitachi (355 unidades), así como una producción limitada en el Arsenal de Sagami. Entre 1928 y 1943 fueron construidos un total de 2123 tanques, de los cuales 1162 unidades fueron del Tipo 97 estándar y 930 unidades fueron de la versión Tipo 97-kai (Shinhoto). Los restantes fueron diversas variantes especializadas producidas en pequeñas cantidades, tales como vehículos de recuperación, barreminas, vehículos de ingenieros, posadores de puentes y cañones antiaéreos autopropulsados de 20 mm y 75 mm.
El número de tanques medios Tipo 97 producidos fue ligeramente inferior al de los ligeros Tipo 95 Ha-Go, pero mayor al de cualquier otro tanque medio empleado por el Imperio japonés.
Las siguientes cantidades fueron producidas cada año:
- 1938: 25
- 1939: 202
- 1940: 315
- 1941: 507
- 1942: 531
- 1943: 543

A pesar de que la producción alcanzó su nivel máximo en 1943, no se fabricaron más tanques de este modelo el año siguiente. Para entonces se había ordenado cambiar la producción al nuevo carro de combate medio Tipo 1 Chi-He.

## Diseño
El Tipo 97 tenía una silueta baja, una torreta asimétrica y una complicada parte frontal de la carrocería, que le daban una apariencia característica. La carrocería estaba construida con planchas de acero remachadas, con el conductor y el ametrallador en el compartimiento delantero, mientras que el motor y la caja de cambios iban en el compartimiento posterior. La cúpula del comandante iba situada encima de la torreta. El sistema de comunicación interna estaba compuesto por 12 botones en la torreta, que iban conectados a 12 focos y un timbre situados cerca del conductor.
La fuerza motriz era suministrada por un motor diésel Mitsubishi Tipo 97 V-12 de 21,7 litros y refrigerado por aire, que producía 170 cv (125 kW).
El Tipo 97 iba inicialmente armado con un cañón principal Tipo 97 57 mm, el mismo calibre empleado en el anterior tanque Tipo 89 I-Go. Este cañón era una pieza de artillería corta con una velocidad de boca relativamente baja, pero suficiente para poder apoyar a la infantería.
También llevaba dos ametralladoras Tipo 97, una en la parte frontal izquierda de la carrocería y la otra en una tronera esférica situada en la parte posterior de la torreta. Esta última podía ser montada sobre el techo de la torreta para emplearse como arma antiaérea. La torreta podía efectuar una rotación completa de 360°, pero el cañón principal tenía un segundo juego interno de pivotes que le permitían un movimiento transversal máximo de 10º a cada lado independientemente de esta. También tenía un pequeño periscopio, que se empleaba cuando el tanque estaba completamente "sellado". En la parte frontal del tanque iba un faro. La antena de radio iba montada al lado.
La caja de cambios era del tipo "selector deslizante". El Tipo 97 tenía cuatro velocidades hacia adelante y una hacia atrás, con reducción de variaciones. El mecanismo de viraje era del tipo "embrague-freno" y epicíclico. El cuarto engranaje le daba una tasa de reducción total de 5,58, lo que en teoría significa que el Tipo 97 tenía una velocidad máxima de 42 km/h. Sin embargo, en la práctica, la velocidad máxima estaba limitada a 38 km/h para prevenir el sobrecalentamiento de las llantas de caucho de las ruedas de rodaje. Inicialmente el Tipo 97, al igual que el Panther alemán, tenía ruedas de rodaje superpuestas. Pero al entrar en producción, el diseño fue cambiado a 6 ruedas de rodaje con suspensión independiente.

### Desarrollo del Tipo 97-kai(versiónShinhoto)

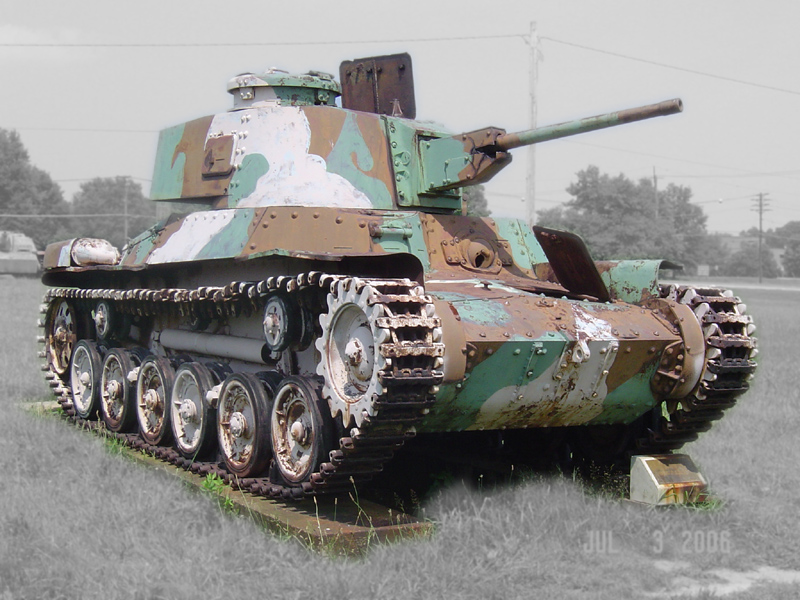
Un Tipo 97 Shinhoto Chi-Ha en el Museo de Armas del Ejército Estadounidense de Aberdeen, Maryland.

Las limitaciones del Tipo 97 y su cañón de 57 mm de baja velocidad quedaron al descubierto durante la Batalla de Khalkhin Gol contra las tropas soviéticas, en donde el cañón de 45 mm de los tanques soviéticos sobrepasó el alcance del cañón de los tanques japoneses y les causó importantes bajas. Este hecho convenció al Ejército Imperial Japonés sobre la necesidad de un cañón más potente, por lo que en 1939 se inició el desarrollo de un nuevo cañón de 47 mm, el cual fue terminado en 1941. Este cañón estaba basado en los cañones soviéticos M1937 de 45 mm capturados durante la guerra en la frontera manchú, siendo también influenciado por el cañón antitanque alemán PaK 36 de 37 mm. A pesar de ser un arma de menor calibre, la caña más larga del cañón de 47 mm producía una mayor velocidad de boca y esto resultaba en una superior penetración de blindaje respecto al cañón de 57 mm.
Desde 1942 en adelante, la producción del Tipo 97 fue modificada para emplear el nuevo cañón de 47 mm, que a su vez necesitaba una torreta más grande. Para resolver este problema se tomó la torreta del Tipo 1 Chi-He y la nueva versión fue denominada "Tanque Medio Tipo 97 Mejorado" o Shinhoto Chi-Ha ("nueva torreta"). Unos 300 tanques Tipo 97 fueron repotenciados para emplear el nuevo cañón. El cañón de 47 mm podía hacer frente con facilidad al blindaje del tanque ligero estadounidense M3 Stuart, aunque tenía dificultades con el más pesado M4 Sherman. A pesar de que el Alto Mando del Ejército Imperial Japonés creía que cualquier tanque aliado empleado en combate solamente sería del tipo ligero, la falta de capacidad contra blindajes más gruesos era considerada aceptable.
Los tanques medios Tipo 3 Chi-Nu, Tipo 4 Chi-To y el cazacarros Tipo 1 Ho-Ni I fueron diseñados y probados tomando en cuenta las lecciones de lucha tanque contra tanque aprendidas del Tipo 97. Sin embargo, las materias primas necesarias para su producción eran limitadas y en el momento de entrar en producción, la industria militar japonesa había sido severamente afectada por la campaña de bombardeo aéreo estadounidense. Así que solamente se construyeron unas cuantos ejemplares de estos nuevos tanques, ya que eran muy pocas las fábricas con la capacidad necesaria para producir estos modelos más avanzados.

## Historial de combate
El Tipo 97 fue empleado en Manchukuo y China durante la segunda guerra sino-japonesa con éxito considerable, ya que las pobremente equipadas fuerzas del Ejército Nacional Revolucionario de la República de China no tenían tanques o armas antitanque.
Sin embargo, su primera prueba en combate contra un tanque enemigo tuvo lugar en la Batalla de Khalkhin Gol contra la Unión Soviética en julio de 1939. El 3.er Regimiento de Tanques del Destacamento Yasuoka apenas había recibido los nuevos tanques Tipo 97 para sustituir a sus tanques Tipo 89, pero solamente habían desplegado cuatro (incluyendo el tanque del comandante regimental) al momento de la batalla. Durante la feroz lucha contra los rusos, el tanque del comandante recibió un impacto y fue destruido. Esto fue una grave advertencia del hecho que el Tipo 97 había sido diseñado sin tomarse en consideración el combate tanque contra tanque, por lo que Japón entró a la Segunda Guerra Mundial antes que se tomaran las medidas pertinentes para remediar esta situación.
Desde el 8 de diciembre de 1941 y hasta inicios de 1942, durante la Campaña de Malasia y la Batalla de Singapur, los tanques Tipo 97 fueron empleados por el 3.er Grupo de Tanques y los Regimientos de Tanques 1.er, 6º y 14º que estaban bajo el mando del Ejército del Teniente-General Tomoyuki Yamashita. El Primer Regimiento de Tanques estaba bajo el mando de la 5.ª División del Ejército Imperial Japonés, siendo uno de los primeros en desembarcar en Singora (Songkla), al sur de Tailandia. Una de sus compañías de tanques medios era la 3.ª Compañía de Tanques al mando del teniente primero Yamane (diez tanques medios Tipo 97 y dos tanques ligeros Ha-Go), que formaba parte del Destacamento Saeki. La compañía fue a la vanguardia durante el ataque. Una de las claves del éxito japonés en Malasia fue la inesperada presencia de sus tanques en zonas donde los británicos no creían que podían ser empleados. El húmedo terreno de la selva no resultó ser un obstáculo. Más tarde, los Regimientos de Tanques 2º y 14º tomaron parte en la Campaña de Birmania.
El Tipo 97-kai fue empleado por primera vez en combate durante la Batalla de Corregidor, en la Invasión de Filipinas por los Regimientos de Tanques 4º y 7º. Al término de la operación, el Tipo 97-kai fue probado contra un tanque ligero M3 Stuart capturado. A una distancia de 1000 m, solo tres proyectiles de los 6 disparados pudieron atravesar el blindaje frontal del M3; a 800 m, seis proyectiles de los 9 disparados atravesaron el blindaje.
Los tanques Tipo 97 también fueron empleados por las unidades blindadas y otras unidades de infantería de la Armada Imperial Japonesa en el Pacífico.
Al revertirse el curso de la guerra contra Japón, los Tipo 97 fueron empleados en ataques frontales o enterrados como casamatas en posiciones defensivas estáticas en las islas ocupadas por Japón.
Durante la Batalla de Saipán, 36 tanques Tipo 97 del 9º Regimiento de Tanques al mando del coronel Takashi Goto se unieron con los tanques Tipo 95 del 136.º Regimiento de Infantería al mando del coronel Yukimatsu Ogawa en un contraataque contra el 6.º Regimiento de Marines. Este fue uno de los más grandes ataques con tanques organizado por los japoneses durante la guerra, siendo detenido con ametralladoras, morteros, bazucas, artillería y salvas de cañón naval. Sin embargo, el Ejército Imperial Japonés rara vez hacía uso de un gran ataque de tanques, prefiriendo mantener los tanques como puntos clave en posiciones defensivas.
Varios tanques Tipo 97 fueron retenidos en el Archipiélago japonés en previsión de una posible invasión estadounidense, llegándose a desarrollar variantes experimentales con un cañón corto de 120 mm, pero que no pudieron producirse.
El Tipo 97 era completamente superado en desempeño y capacidad por el M4 Sherman estadounidense. En la Batalla de Okinawa, 13 tanques Tipo 95 y 14 tanques medios Tipo 97 Shinhoto del 27.º Regimiento de Tanques se enfrentaron a 800 tanques estadounidenses.
Al final de la guerra, algunos tanques japoneses continuaron en servicio bajo otras banderas. En una fecha tan tardía como 1949, el Ejército Popular de Liberación chino aún tenía un apreciable número de tanques Tipo 97 en su inventario.

## Variantes
Véase la lista de variantes del Tipo 97 Chi-Ha.

## Ejemplares sobrevivientes
Ejemplares restaurados del Tipo 97 son expuestos en el museo del Santuario Yasukuni de Tokio y en el Santuario Wakajishi de Fujinomiya, Shizuoka en Japón. Los restos de un Tipo 97 fueron encontrados enterrados en la arena de la playa de Miura, Kanagawa, en el 2005.
Fuera de Japón, hay ejemplares del Tipo 97 expuestos en el Museo del Ejército Popular de Liberación de Pekín, China, y en el Museo de Armas del Ejército Estadounidense de Aberdeen, Maryland. Numerosos ejemplares arruinados del Tipo 97 todavía se encuentran en Saipán.